# Запод
За́под (также Запот; алб. Zapodi; серб. Запод / Zapod) — село в северо-восточной Албании. Входит в состав общины Запод округа Кукес, расположено в албанской части исторической области Гора, основным населением которой являются представители исламизированной южнославянской этнической группы горанцев. Помимо села Запод горанцы в Албании живут также в сёлах Борье, Кошариште, Оргоста, Орешек, Очикле, Пакиша, Шиштевац и Цернолево.
Ближе всего к Заподу располагаются сёла Пакиша, Кошариште, Очикле и Беля. Два горанских села — Пакиша и Кошариште — расположены к востоку от Запода, село Очикле, в котором также живут горанцы, — расположено к юго-западу, албанское село Беля — к западу.

## История
После второй Балканской войны 1913 года часть территории Горы, на которой расположено село Запод, была передана Албании.
В 1914 году на территории Македонии проводил научные исследования российский лингвист А. М. Селищев. На изданной им в 1929 году этнической карте региона Полог населённый пункт Запод был указан как болгарское село.
В 1916 году во время экспедиции в Македонию и Поморавье село Запод посетил болгарский языковед С. Младенов, по его подсчётам в селе в то время было около 40 домов.
Согласно рапорту главного инспектора-организатора болгарских церковных школ в Албании Сребрена Поппетрова, составленному в 1930 году, в селе Запод насчитывалось около 80 домов.